# JazzTimes
JazzTimes é um periódico musical estadunidense especializado em jazz. Foi fundado em 1970 como um boletim informativo intitulado Radio Free Jazz. Como boletim, cobria os lançamentos da cena de jazz nacional e provia uma grade de programação relacionada ao gênero musical, sobretudo direcionada a notícias. Considerada uma das revistas especializadas mais importantes dos Estados Unidos, cessou as publicações em 2009, migrando suas atividades para a internet.